# ザ・真相〜大事件検証スペシャル
ザ・真相〜大事件検証スペシャル（ザ・しんそう）とは、テレビ東京系列で年4回（改編期に）放送されている歴史系教養番組である。
司会は関口宏。レギュラーのゲストには、日本経済新聞の論説委員1名が出席する。過去のセンセーショナルな事件の裏側を探り、表に出ていなかった真相をドキュメンタリー形式で抉り出す。ナレーターは大塚芳忠。
これまでのテーマでは、金正日政権の裏側に密着した内容が1回ずつ採り上げられている。また、他の5局では模倣できないテーマとして、事件当時の警察上層部や公安調査庁の内幕を明かす内容も多い。

## テーマ
- 第1回（2004年10月11日）

北朝鮮拉致事件の背後
プロ野球2リーグ分裂と下山事件
- 第2回（2004年12月28日）

よど号ハイジャック事件と拉致事件
元号「平成」誕生とF作戦
- 第3回（2005年3月28日）

オウム事件と警察庁幹部
テポドン騒動と米朝関係
- 第4回（2005年6月20日）

金正男来日の裏側
西武堤康次郎の軌跡
- 第5回（2005年10月3日）

石油危機と角福戦争
アスベスト放置の裏側

### ゲスト
- 第1回：江本孟紀
- 第2回：渡部恒三
- 第3回：江川紹子
- 第4回：佐高信
- 第5回：田勢康弘（日経新聞）、相澤英之、志村嘉一郎、福島瑞穂、広瀬弘忠

## 制作
- 才
- テレビ東京